# TETRAPOL
TETRAPOL är ett digitalt så kallat PMR-system (Private Mobile Radio) framtaget av företaget Matra, numera Eads. TETRAPOL-system används framförallt av så kallade blåljusmyndigheter (ex. polis, räddningstjänst och brandkår) för deras tal och datakommunikation. Datahastigheten i näten är dock starkt begränsad. Den stora användaregruppen finns i Frankrike som tidigt bytte sina analoga radiosystem mot digitala.
TETRAPOL-system finns idag i 34 länder och över 80-system finns installerade.
TETRAPOL är framförallt en konkurrerande teknik till den mer etablerade ETSI-standarden TETRA. Sverige har valt TETRA-standarden och inför den nu brett för polis och andra blåljusmyndigheter genom RAKEL-systemet. TETRAPOL förespråkas främst av EADS, de har dock numera köpt NOKIA:s tidigare TETRA-enhet.